# Iberis ciliata
Iberis ciliata é uma espécie de planta com flor pertencente à família Brassicaceae. 
A autoridade científica da espécie é All., tendo sido publicada em Fl. Pedem. 15. 1785.

## Portugal
Trata-se de uma espécie presente no território português, nomeadamente os seguintes táxones infraespecíficos:
- Iberis ciliata subsp. contracta - presente em Portugal Continental. Em termos de naturalidade é nativa da região atrás referida. Não se encontra protegida por legislação portuguesa ou da Comunidade Europeia.
- Iberis ciliata subsp. welwitschii - presente em Portugal Continental. Em termos de naturalidade é endémica da Península Ibérica. Não se encontra protegida por legislação portuguesa ou da Comunidade Europeia.